# Moritz Führmann

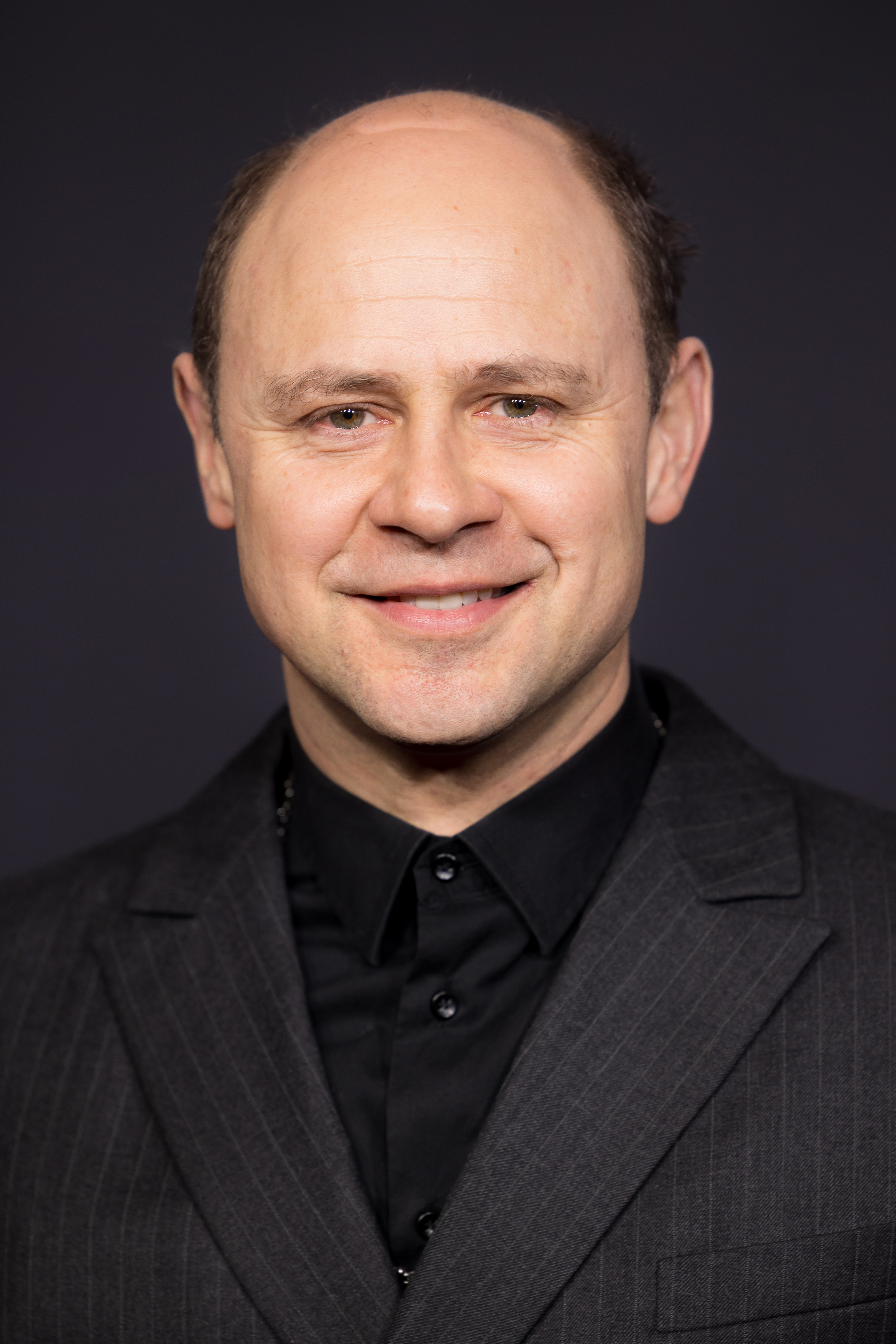
Moritz Führmann, 2024

Moritz Führmann (* 5. Juli 1978 in Kassel) ist ein deutscher Schauspieler.

## Leben
Moritz Führmann wuchs in Vellmar auf und legte in Kassel am Goethe-Gymnasium sein Abitur ab. Von einem Studium der Rechtswissenschaft in Passau wechselte er 2000 an die Hochschule für Musik und Theater Leipzig, an der er 2004 seine Schauspielausbildung abschloss. Bereits während des Studiums verbanden ihn Stückverträge mit dem Schauspiel Leipzig.
Von 2004 bis 2009 war er festes Ensemblemitglied am Hans Otto Theater in Potsdam. 2009 wechselte er ans Düsseldorfer Schauspielhaus. Außerdem war er in der ZDF-Serie SOKO Leipzig sowie in der ARD-Fernsehserie In aller Freundschaft und im Tatort zu sehen. Ab 2015 wirkte er in der Krimireihe Harter Brocken in einer Hauptrolle mit.
Moritz Führmann ist mit Anna Schudt verheiratet und lebt mit den beiden gemeinsamen Söhnen sowie Schudts erstem Sohn in Düsseldorf.

## Theaterrollen (Auswahl)
| Jahr | Theaterstück                                                             | Rolle                           | Bühne                       | Anmerkungen                                                                 |
| ---- | ------------------------------------------------------------------------ | ------------------------------- | --------------------------- | --------------------------------------------------------------------------- |
|      | Lina – Es wird sie töten, du Ärmster von Markus Hille                    | Clemens Brentano                | Hans Otto Theater Potsdam   | Uraufführung                                                                |
|      | Krieg und Frieden von Lew Nikolajewitsch Tolstoi                         | Anatol Kuragin/Zar Alexander    | Hans Otto Theater Potsdam   |                                                                             |
|      | Herz schlägt Tod von Colleen Murphy                                      | Devlin                          | Hans Otto Theater Potsdam   |                                                                             |
|      | Frau Jenny Treibel von Theodor Fontane                                   | Cousin Marcell Wedderkopp       | Hans Otto Theater Potsdam   |                                                                             |
|      | Himmelsleiter von Ulrich Zaum                                            | Gustav Reiser                   | Hans Otto Theater Potsdam   | Uraufführung                                                                |
|      | Der Besuch der alten Dame von Friedrich Dürrenmatt                       | Der Arzt                        | Hans Otto Theater Potsdam   |                                                                             |
|      | Effi Briest von Theodor Fontane                                          | Crampas                         | Hans Otto Theater Potsdam   |                                                                             |
|      | Prinz Friedrich von Homburg von Heinrich von Kleist                      | Prinz Friedrich von Homburg     | Hans Otto Theater Potsdam   |                                                                             |
|      | Dantons Tod von Georg Büchner                                            | George Danton                   | Hans Otto Theater Potsdam   |                                                                             |
|      | Faust von Johann Wolfgang von Goethe                                     | Junger Faust                    | Hans Otto Theater Potsdam   |                                                                             |
|      | Schneider-WibbelEien rheinländische Version nach Manfred Weber           | Schneider Wibbel                | Savoy Theater Düsseldorf    |                                                                             |
| 2008 | Karl V. von Ernst Křenek                                                 |                                 | Bregenzer Festspiele        | Intendant/Regisseur: Uwe Eric Laufenberg                                    |
|      | Romeo und Julia von William Shakespeare                                  | Mercutio                        | Düsseldorfer Schauspielhaus |                                                                             |
|      | Münchhausen – oder die pseudologische Reise zum Mond                     | Münchhausen/Arzt/Sultan         | Düsseldorfer Schauspielhaus | Projekt von Eva Jantschitsch (Gustav), Niklaus Helbling, Dirk Thiele        |
|      | Karte und Gebiet von Michel Houellebecq                                  | Frederic Beigbeder/Franz Teller | Düsseldorfer Schauspielhaus | Bearbeitung von Falk Richter                                                |
|      | Kabale und Liebe von Friedrich Schiller                                  | Präsident von Walter            | Düsseldorfer Schauspielhaus |                                                                             |
|      | Peer Gynt von Henrik Ibsen                                               | Trollkönig                      | Düsseldorfer Schauspielhaus |                                                                             |
|      | Der Parasit von Friedrich Schiller                                       | Präsident Narbonne              | Düsseldorfer Schauspielhaus |                                                                             |
|      | Eine Orestie von Tine Rahel-Völcker nach Aischylos                       | Agamemnon                       | Düsseldorfer Schauspielhaus |                                                                             |
|      | Im Weißen Röss’l von Ralf Benatzky                                       | Sigismund Sülzheimer            | Düsseldorfer Schauspielhaus |                                                                             |
|      | Felix Krull – Episoden aus dem Leben eines Hochstaplers nach Thomas Mann | Felix Krull                     | Düsseldorfer Schauspielhaus |                                                                             |
|      | Ein Sommernachtstraum von William Shakespeare                            | Puck                            | Düsseldorfer Schauspielhaus |                                                                             |
|      | Die Nibelungen von Friedrich Hebbel                                      | Hagen von Tronje                | Düsseldorfer Schauspielhaus |                                                                             |
|      | Mephisto von Klaus Mann                                                  | Hendrik Höfgen                  | Düsseldorfer Schauspielhaus |                                                                             |
|      | Der Revisor von Nikolai Gogol                                            | Der Revisor/Chlestakow          | Düsseldorfer Schauspielhaus |                                                                             |
| 2018 | Konsens von                                                              | Matt                            | Düsseldorfer Schauspielhaus | Regie: Lore Stefanek                                                        |
| 2018 | The Queen’s Men von Felicitas Zürcher nach William Shakespeare           | Shaun (Shaunessy Williams)      | Düsseldorfer Schauspielhaus | Regie: Peter Jordan und Leonhard Koppelmann                                 |
| 2018 | Willkommen أهلا وسهلا von                                                | Benny                           | Düsseldorfer Schauspielhaus | Regie: Sönke Wortmann                                                       |
| 2018 | Die Tage, die ich mit Gott verbrachte von Frederik Tidén nach Axel Hacke | Mann                            | Düsseldorfer Schauspielhaus | Zwei-Mann-Stück, mit Wolfgang Reinbacher als Gott; Regie: Malte C. Lachmann |

## Filmografie (Auswahl)
- 2003: SOKO Leipzig – Die blinde Zeugin
- 2003: In aller Freundschaft – Flammen
- 2004: Picknick
- 2004: Jena Paradies
- 2004: In aller Freundschaft – Amors Pfeil
- 2004: Mein Bruder ist ein Hund
- 2004: Tatort: Abseits (Fernsehreihe)
- 2005: Raus aus dem Garten der Liebe
- 2006: Die Besucher
- 2007: SOKO Wismar – Alles Mist
- 2011: Bella Block – Stich ins Herz
- 2013: Im Netz
- 2013: Alarm für Cobra 11 – Die Autobahnpolizei – Die kleine Prinzessin
- 2014: Die Stille zwischen den Tönen
- 2014: Sein gutes Recht
- 2014: Der Bulle und das Landei – Wo die Liebe hinfällt
- 2015–2023: Harter Brocken (Krimireihe)
  - 2015: Harter Brocken
  - 2017: Die Kronzeugin
  - 2017: Der Bankraub
  - 2019: Der Geheimcode
  - 2020: Die Fälscherin
  - 2021: Der Waffendeal
  - 2022: Das Überlebenstraining
  - 2023: Der Goldrausch
- 2015, 2024: SOKO Köln – Rasender Puls, Jagdzeit
- seit 2015: Tatort → siehe Tatort (Dortmund) (Fernsehreihe)
  - 2015: Tatort: Hydra
  - 2020: Tatort: In der Familie Teil 1
  - 2023: Tatort: Love is Pain
  - 2024: Tatort: Cash
- 2016: Nur eine Handvoll Leben
- 2017: Tatort: Nachtsicht (Fernsehreihe)
- 2017: The Rotten Scent of Cedarwood
- 2017: Sommerfest
- 2017: Shattered
- 2017: Ein Kind wird gesucht
- seit 2018: Falk (Fernsehserie)
- 2018: Rentnercops – Wie man’s macht
- 2018: Was uns nicht umbringt
- seit 2019: Merz gegen Merz (Fernsehserie)
- 2019: Die Füchsin – Schön und tot
- 2019: Die Spur der Mörder (Regie: Urs Egger)
- 2019: Kroymann (Satiresendung, 1 Folge)
- 2020: Nord bei Nordwest – Dinge des Lebens
- 2020: Eine harte Tour
- 2020: Enkel für Anfänger
- 2020: Letzte Spur Berlin – Filippas Welt
- 2020: Tatort: Das fleißige Lieschen (Fernsehreihe)
- 2020: How to Tatort  (Mockumentary)
- 2020: Tatort: Die Ferien des Monsieur Murot (Fernsehreihe)
- 2021: Waldgericht – Ein Schwarzwaldkrimi
- 2021: Tatort: Der Tod der Anderen (Fernsehreihe)
- 2021: Marie Brand und die Leichen im Keller
- 2021: Trübe Wolken
- 2021: Unbroken
- 2021: Heute stirbt hier Kainer
- 2021: Queens of Comedy
- 2021: Ein Mädchen wird vermisst (Fernsehfilm)
- 2022: Wo ist meine Schwester?
- 2023: Bonn – Alte Freunde, neue Feinde (Fernsehserie)
- 2023: Der Usedom-Krimi: Friedhof der Welpen (Fernsehreihe)
- 2023: Briefe aus dem Jenseits (Fernsehfilm)
- 2023: Der Usedom-Krimi: Geburt der Drachenfrau (Fernsehreihe)
- 2023: Schneekind – Ein Schwarzwaldkrimi
- 2024: Charité (Fernsehserie, Staffel 4)
- 2024: Wilsberg: Datenleck
- 2024: Führer und Verführer
- 2024: Bernhard Hoetger – Zwischen den Welten
- 2024: Tatort: Lass sie gehen (Fernsehreihe)
- 2024: Spuk unterm Riesenrad
- 2024: Yvonne und der Tod
- 2025: Der Bergdoktor - Ein neuer Mensch (S18 F3)
- 2025: Stammheim – Zeit des Terrors (Fernsehfilm)

## Auszeichnungen
Gustaf – Publikumspreis (ca. 2000 Stimmen) der Freunde des Schauspielhauses
- 2013: Bester Schauspieler
- 2016: Bester Schauspieler

Weitere
- 2015: Förderpreis der Stadt Düsseldorf für Darstellende Kunst[5]